# Tomorrow Never Dies (banda sonora)
Tomorrow Never Dies es la banda sonora de la película de James Bond del mismo nombre.

## Banda sonora
El tema principal "Tomorrow Never Dies" es escrito e interpretado por Sheryl Crow y coescrito por Mitchell Froom. El tema final de la película es "Surrender" interpretado por K. D. Lang y escrito por David Arnold y Don Black, dicho tema estaba planeado para ser el tema principal de la película, pero fue rechazado por los productores y relevado a tema final, es utilizado instrumentalmente en la película como tema de acción. La música corrió a cargo de "David Arnold" en su debut como compositor para el agente 007, la partitura tiene muchas referencias al compositor John Barry pues el estilo de composición de la partitura está basado fuertemente en su música.
El mañana nunca muere junto con Octopussy son las películas que más veces han utilizado el tema de James Bond.
El conductor de la música es el orquestador Nicholas Dodd

### Listado de temas
- 1-"Tomorrow Never Dies" – Sheryl Crow
- 2-"White Knight"
- 3-"Sinking of the Devonshire"
- 4-"Company Car"
- 5-"Station Break"
- 6"Paris and Bond"
- 7-"Last Goodbye"
- 8-"Hamburg Break In"
- 9-"Hamburg Break Out"
- 10-"Doctor Kaufman"
- 11-"*-3-* Send"
- 12-"Underwater Discovery"
- 13-"Backseat Driver" — feat. Propellerheads
- 14-"Surrender" — k.d. lang
- 15-"James Bond Theme" — Moby

### Listado de temas (edición de 1999)
En 1999 salió una nueva edición de la banda sonora en la cual se removieron dos canciones, el remix de Moby del James Bond Theme y el track de Station Break, aparte de incluir música adicional y una entrevista con David Arnold.
- White Knight"
- Sinking of the Devonshire"
- Company Car"
- Paris and Bond"
- Last Goodbye"
- Hamburg Break In"
- Hamburg Break Out"
- Doctor Kaufman"
- *-3-* Send"
- Backseat Driver" — feat. Propellerheads
- Underwater Discovery"
- Helicopter Ride"
- Bike Chase"
- Bike Shop Fight"
- Kowloon Bay"
- Boarding the Stealth"
- A Tricky Spot for 007"
- All in a Day's Work"
- Exclusive David Arnold Interview